# Antidesma pyrifolium
Antidesma pyrifolium là một loàithực vật thuộc họ Euphorbiaceae. Đây là loài đặc hữu của Sri Lanka.